# Мухаџирски људи
Мухаџирски људи (урду: مہاجر) су муслимански имигранти, мултиетничког поријекла, и њихови потомци, који су мигрирали из различитих регија Индије у Пакистан, након независности Пакистан.